# Louis-Prosper Gachard

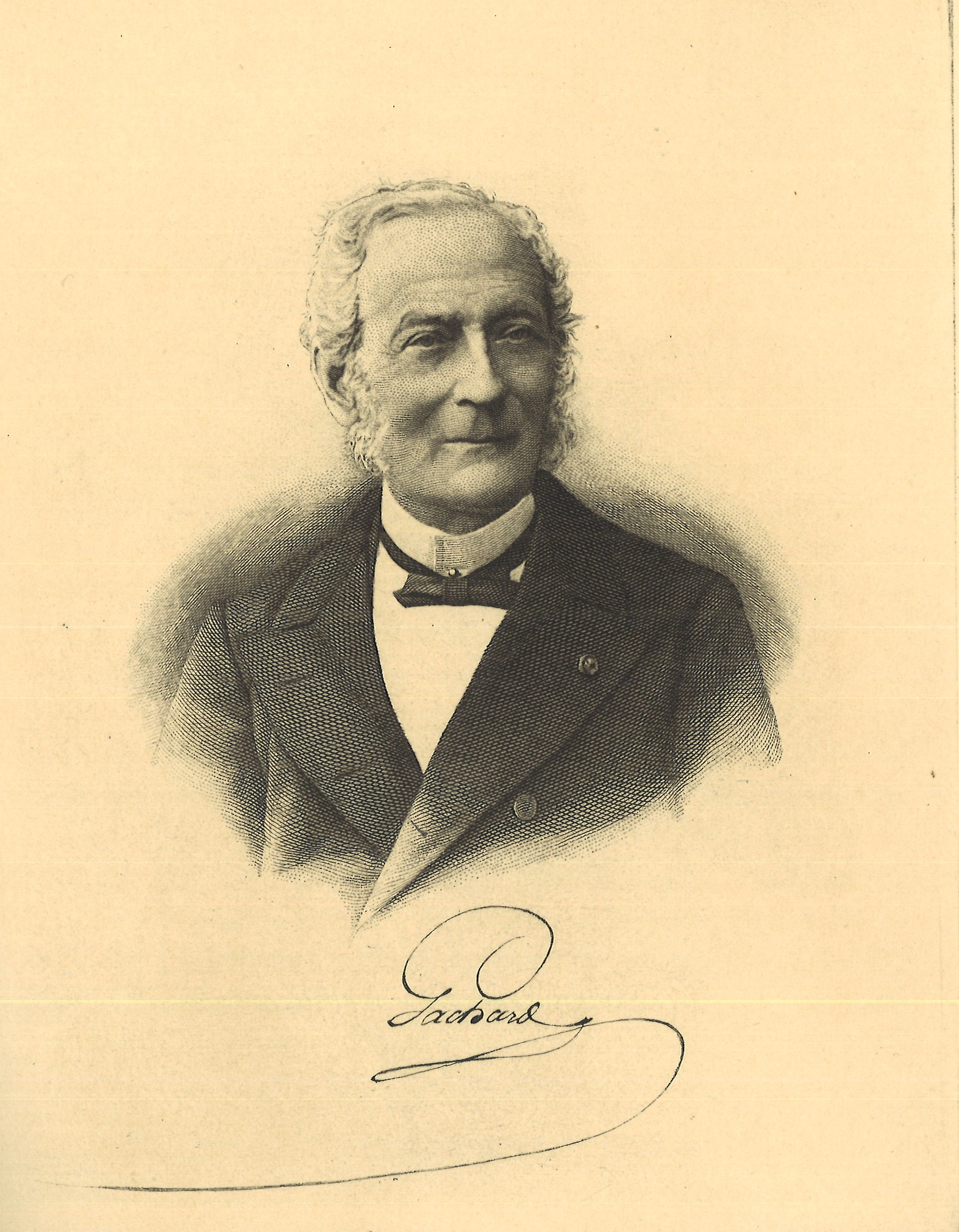
Een portret van Louis-Prosper Gachard, met zijn handtekening. (Uit: : Notice sur Louis-Prosper Gachard, membre de l'Académie, in: Annuaire de l'Académie royale des sciences, des lettres et des beaux-arts de Belgique, 54 (1888), 193-236.)

Louis-Prosper Gachard (Parijs, 12 maart 1800 - Brussel, 24 december 1885) was een Belgisch historicus en algemeen rijksarchivaris (een functie die tot 1859 bekendstond als archivaris-secretaris) van 1831 tot aan zijn overlijden. Door zijn lange staat van dienst en grote werkdrift bouwde hij een wijdverbreide reputatie op, zodat hij in 1913 nog the greatest of Belgian scholars genoemd werd.

## Levensloop

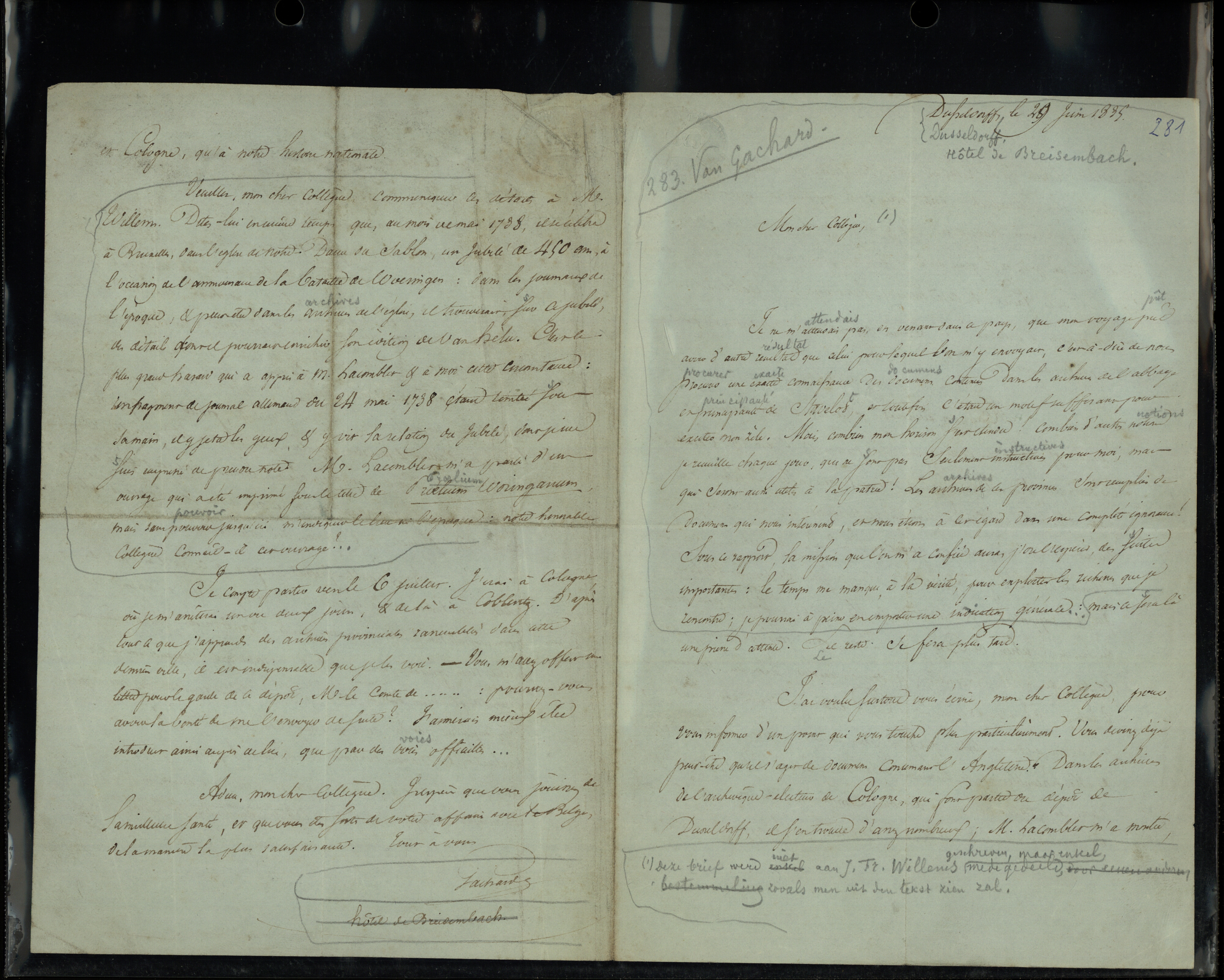
Brief van Gachard aan Warnkönig (1835)

Louis-Prosper Gachard verhuisde toen hij zeventien was samen met zijn vader naar Doornik, dat toen deel was van het koninkrijk der Nederlanden. Na twee jaar in de drukkerij Casterman gewerkt te hebben, werd Gachard op 15 juni 1819 adjunct-secretaris van de stad. In 1821 werd hij genaturaliseerd tot Nederlander. In het Doornikse stadhuis ontdekte hij het stadsarchief, waar hij vanaf 1822 probeerde orde in te brengen. Dit zou leiden tot een beslissende carrièrewending. Gachard werd namelijk op 21 juni 1826 benoemd tot adjunct-archivaris in het Rijksarchief van Brussel. Hier zou hij zich opwerpen als een jonge en dynamische harde werker. Dit resulteerde in zijn aanstelling tot hoofd van het Belgische Rijksarchief op 30 april 1831, bekrachtigd met het besluit van de Regent van 20 juli 1831.
Als algemeen rijksarchivaris nam Gachard decennialang een centrale plaats in het Belgische archiefwezen in. Dankzij Gachard zou de staat budget voorzien voor het uitgeven van inventarissen, zodat het klasseren van archieven volop kon beginnen. Het Rijksarchief werd door hem uitgebouwd. Langzaamaan kreeg elke provinciehoofdplaats zijn eigen afdeling. Antwerpen had hierin het sluitstuk moeten worden. Pogingen tot oprichting in 1865 en 1876 mislukten. Pas onder Gachards opvolger Charles Piot zou in 1896 dit Rijksarchief er komen.
Ook in de Belgische historiografie vervulde Gachard een cruciale rol. Hij was vanaf november 1837 corresponderend lid - sinds mei 1842 gewoon lid - van de Académie royale des sciences, des lettres et des beaux-arts de Belgique en voorzitter van de Conseil héraldique. Van de Koninklijke Commissie voor Geschiedenis was hij vanaf 22 juli 1834 werkend lid en penningmeester; op 7 mei 1850 werd hij tot secretaris-penningmeester gekozen. Ook van de Koninklijke Commissie voor de uitgave van de oude wetten en verordeningen was hij van bij de oprichting op 18 april 1846 lid. Hier was hij secretaris.
De bekroning van Gachards historiografisch werk kwam er in 1880. De vijfjaarlijkse prijs voor vaderlandse geschiedenis werd toen aan hem toegekend. Toch moest eerst een hindernis worden overwonnen. De algemeen rijksarchivaris had dan wel een resem publicaties op zijn naam staan, dit waren slechts tekstedities. Dergelijk werk kwam niet in aanmerking voor de prijs. Het bundelen van de inleidingen van de Ordonnances des Pays-Bas autrichiens (vijf delen van 1860 tot 1880) was de oplossing. Deze anekdote toont de werkwijze van de archivaris, die vooral snel en veel uitgaf - op niet altijd even kritische wijze - maar zich niet aan het schrijven van syntheses waagde.
Bekend werd Gachard ook door zijn archiefreizen, in binnen- en buitenland. Vooral staat hij te boek als de eerste buitenlandse onderzoeker die erin slaagde archiefstukken te raadplegen in de Archivo General de Simancas. Ook in het buitenland had Gachard een uitstekende reputatie. Van het Institut de France was hij corresponderend lid, net als van de academies in onder meer Madrid, Budapest en Amsterdam. Daarnaast interesseerde Gachard zich aan de adel. In 1843 werd hij lid van de raadgevende commissie voor adellijke zaken en in 1844 van de Raad van Adel. Hij werd er voorzitter van in 1871 en bleef dit tot aan zijn dood.
In 1857 trouwde Gachard met Mathilde Verrassel (1833-1931). Het echtpaar kreeg geen kinderen.

## Eretekens
- Grootofficier in de Leopoldsorde
- Burgerlijk kruis eerste klasse
- Grootkruis in de Orde van Isabella de Katholieke
- Grootofficier in de Orde van de Eikenkroon
- Commandeur in de Frans Jozef-Orde, de Orde van Karel III, de Orde van Philipp de Grootmoedige en de Orde van Sint-Stanislaus
- Ridder in het Legioen van Eer, in de Orde van de Nederlandse Leeuw enz.